# Tarján Györgyi
Tarján Györgyi Kinga Paula, vagy Georgiana Tarjan (Budapest, 1957. november 12. –) magyar-amerikai színésznő.

## Életpályája
Szülei, dr. Tarján György és dr. Dénes Lenke, mindketten orvosok. 1974 és 1977 között a Színház- és Filmművészeti Főiskola hallgatója volt Kazán István osztályában.  1976 és 1979 között a Madách Színházban és a Nemzeti Színház–Várszínházban szerepelt. 1979–1982 között a kaposvári Csiky Gergely Színház tagja, 1982–1986 a Mafilm színész társulatának tagja, közben mint vendég a Radnóti Miklós Színpadon, a Karinthy Színházban és a zalaegerszegi Hevesi Sándor Színházban lépett fel. 1986 és 1991 között a Veszprémi Petőfi Színház tagja. 1986–1987 között a Sziámi együttes énekesnője is volt. A Jeszenszky-dzsesszbalettben 1970–1991 között táncolt.
1990-ben látogatott az Egyesült Államokba. A világhírű The Lee Strasberg Theatre & Film Institute-ben kapott személyre szóló ösztöndíjat, Elisa Von Czobor ajánlására. Amerikai színpadon Bertolt Brecht Koldusoperájában Peachumnéként kezdte színpadi pályafutását. Játszott Tennessee Williams, Camino Real, Az ifjúság édes madara és más darabokban. A Vészhelyzetben George Clooney és Julianna Margulies partnere volt. Több független színházban alakított főszerepeket.
The Lucky Man című televíziós dokumentumfilmben közös munkáért /camera-cg- sound etc/ LA Area Commemorative Awards Emmy-díjban részesült. Elvégezte a film- és tv-rendezői szakot, három kisfilmet rendezett, írt, és fesztiválokon vett részt. Jelenleg Magyarországon él és onnan vállal munkát Amerikában.

## Magánélete
Horváth Károly (Charlie), majd Sztevanovity Zorán felesége volt. 1991 és 2000 decembere között Robert P. Gentili volt a férje, Gentili haláláig. Egyik házasságából sem született gyermeke.

## Lemezei /CD Single
- 1978: Zorán II (Karácsony János–-Sztevanovity Dusán: Szerelmes dal; ének)
- 1980: Bergendy-együttes: A rendíthetetlen ólomkatona (a papírtáncosnő szerepében; ének)
- 1987: Moziklip (Sziámi együttes: Mi már leszoktunk róla, 100 bolha, ének)
- 2004: (A Szerelem Évszakai- Nyár) Karácsony János-Sztevanovity Dusán: Szerelmes dal: ének)
- 2011: (Zorán) - ANTOLOGIA 1974-1979
- 2011: (Georgiana Tarján Györgyi) The Perfect Christmas Gift - szerző, ének, videóklip rendező
- 2011: (Georgiana Tarján Györgyi) A Tökeletes Karácsonyi Ajándék - szerző, rendező, ének

## Színházi szerepei
A Színházi Adattárban regisztrált bemutatóinak száma: 35.
| - 1974. szeptember 30.: Ránki: Muzsikus Péter....Fuzsitus Pál - 1975. február 2.: Verne: A tizenöt éves kapitány....Második néger udvarhölgy - 1975. szeptember 20.: Alekszin: Bátyám és a klarinét....Zsenyka, a jószándékú bajkeverő - 1976. január 16.: Jókai: Az aranyember....Noémi - 1976. október 27.: Svarc: A hókirálynő....? - 1976. november 15.: Ábrahám: Bál a Savoyban....Musztafa bey negyedik felesége - 1977. február 26.: Madarász: Messze még a holnap....Munkásegyleti lány - 1977. április 24.: Woldin: Kitörés....Ruth - 1979. május 16.: Shakespeare: Amit akartok, avagy Vízkereszt....Viola, a herceg szerelmese - 1979. szeptember 28.: Molière: Don Juan....Sári, parasztlány - 1979. november 30.: Bereményi: Halmi, vagy a tékozló fiú....Lili - 1980. február 22. Arden: Élnek, mint a disznók (Gyöngyélet)....Nárcisz - 1980. március 28.: Middleton – Rowley: Átváltozások....Diaphanta - 1980. november 5.: Scott: Sir Gawain és a Zöld lovag....Alison - 1981. november 15.: Balogh – Kerényi: Csíksomlyói passió....Mária Magdolna - 1981. március 6.: Pinter: A melegház....Miss Cutts - 1983. április 9.: Miskolczi: Színlelni boldog szeretőt....A nő - 1983. november 2.: Goldoni: A szerelmesek....Eugenia, Fabrizio unokahúga | - 1983. március 15.: Karinthy Ferenc: Gellérthegyi álmok....Lány - 1986. június 20.: Vészi: Don Quijote utolsó kalandja....Dolorosa - 1986. november 21.: Presser: Képzelt riport egy amerikai popfesztiválról....Eszter - 1986. november 21.: Szirmai: Mágnás Miska....Marcsa, szolgálólány - 1987. szeptember 11.: Juhász István: Az unokaöcsém nagy csibész....Viktória, Hermina lánya - 1987. november 20.: Illyés: Dupla vagy semmi azaz két életet vagy egyet se....Eszter - 1988. január 8.: Albee: Kényes egyensúly....Júlia, Ágnes és Tóbiás lánya, harminchat éves szögletes nő - 1988. március 25.: Dickens: A Pickwick klub....Rachel, Wardle húga - 1988. szeptember 30..: Spiró: Az imposztor....Kaminska - 1988. november 18..: Pilinszky: Élőképek....? - 1989. április 4.: Ionesco: A székek....Öregasszony - 1989. március 26.: Békeffi: A régi nyár....Mimóza, öltöztetőnő - 1989. november 17.: Ibsen: Peer Gynt....Ingrid; Zöldruhás nő; Anitra - 1990. január 12.: Gáli: Szabadsághegy....Zsuzsa - 1990. április 6.: Móricz: Rokonok....Lina, Kopjáss István felesége - 1990. október 5.: Caragiale: Farsang....Didina |

## Filmjei
| - 1976: Zsombolyai: A kenguru .... A stoppos lány - 1976: Sándor: Herkulesfürdői emlék .... Reményi Margitka - 1976: Szász: Szépek és bolondok .... Fodrász - 1977: Maár: Teketória .... Katonalány - 1977: Simó: Apám néhány boldog éve .... Jutka - 1977: Makk: Egy erkölcsös éjszaka .... Darinka - 1978: Rényi: K. O. .... Lifteslány - 1978: Bán: Dóra jelenti .... Jim barátnője - 1979: Szinetár: Az erőd .... Éva - 1979: Jancsó: Magyar rapszódia .... Bankós Mari - 1979: Jancsó: Allegro Barbaro .... Bankós Mari - 1979: Gothár: Ajándék ez a nap .... Büfés lány a moziban - 1980: Bacsó: Ki beszél itt szerelemről? .... Citrom Flóra - 1982: Stephan: Sonja jelenti .... Sonja - 1983: Herz: Jobb ma egy szarka .... Straka - 1984: Révész: Hanyatt-homlok .... Deákné, Nóri - 1984: Gárdos: Uramisten .... Szilvia, Sajek felesége - 1987: Tímár: Moziklip .... ? - 1989: Ledniczky: Volt egyszer egy légió .... ? - Edge of Sanity (1989)[forrás?] - 1989: Luther: Chodník cez Dunaj (Át a Dunán) .... Zuzka - 1989: Elek: Tutajosok .... Sára - 1991: Szabó: Találkozás Vénusszal .... A zenekar tagja (2nd Orchestra Member) - 2004: Everitt: Next To Nothing .... Betty - 2005: Everitt:Trees Grow Tall and Then They Fall .... Roberta | - A lőcsei fehér asszony (1976) - Megtörtént bűnügyek (1976) - Szokrátész védőbeszéde (1977) - Szerelvény a hátországba (1977) - Mákszem Matyi (1977) - Baleset (1977) - LGT - Ugye mi jó barátok vagyunk? (1977) - Kezdőkör (1978) - Örökzöld dallamok (1978) - Zorán (1979) - A korona aranyból van (1979) - Imre (1979) - Családi kör (1980-1989) - Két pisztolylövés (1980) - Barackvirág (1983) - A láperdő szelleme (1984) - Narcisz es Echo (1984) - Murderers Among Us: The Simon Wiesenthal Story (1989) - Cikász és a hallópálmák (1990) - Én táncolnék veled I-II. (1991) - Vészhelyzet (1994-1995) |

### Tévéműsorok vendégeként
- Tere-Fere (1979)
- Lillás Reggeli (2012)
- Ridikül (2013)
- Női Szemmel (2013)
- Húzós - ATV (2014)
- Vendégjátékos (2014)
- Önök kérték (2015)
- Magyarország, szeretlek! (2015)

## Díjai
- A filmkritikusok díja (1978) 1976-1990 között színházi/filmes/tv Nívó-díjak,
- Veszprémi Közönség díj (1988) /Aranygyűrű díj/
- LACC DEANS Honor List (1998) /operatőri díj/, LA Area Emmy(2003) /produkció/

## Kritikák
- „Tarján Györgyi, a szerep buktatóin átlendülve, ritka mértéktartással és összpontosítással kerüli el a hamisan »hatásos« gesztushasználatot, a hanghordozás emelkedettségét. Balladai ihletésű alakítása puritán póztalanságban fogant. Fiatalasszonya védtelen, de elszánt, tiszta és sebezhető.”[72]